# Attila Horváth (Leichtathlet)
Attila Horváth (* 28. Juli 1967 in Kőszeg; † 13. November 2020 in Szombathely) war ein ungarischer Leichtathlet.

## Laufbahn
Den größten Erfolg seiner Karriere feierte Horváth bei den Leichtathletik-Weltmeisterschaften 1991 in Tokio. Dort gewann er mit einer Weite von 65,32 m die Bronzemedaille hinter Lars Riedel und Erik de Bruin im Diskuswurf. Horváth platzierte sich dabei vor Athleten wie Jürgen Schult und Wolfgang Schmidt, die bei seinem achten Platz bei den  Leichtathletik-Europameisterschaften in Split ein Jahr zuvor noch deutlich vor ihm gelegen hatten.
In den folgenden Jahren kam Horváth bei internationalen Großereignissen immer wieder in die Nähe der Medaillenränge. Bei den Olympischen Spielen 1992 in Barcelona und bei den Leichtathletik-Europameisterschaften 1994 in Helsinki wurde er jeweils Fünfter, bei den Leichtathletik-Weltmeisterschaften 1995 in Göteborg belegte er den vierten Rang.
Danach gelang es ihm nicht mehr, an seine früheren Leistungen anzuknüpfen. Bei den Olympischen Spielen 1996 in Atlanta erreichte er noch den zehnten Platz, bei den Leichtathletik-Weltmeisterschaften 1997 in Athen und 1999 in Sevilla scheiterte er bereits in der Qualifikation.
Attila Horváth wurde insgesamt neunmal ungarischer Meister im Diskuswurf (1987, 1990–1997). Er war 1,94 m groß und wog zu Wettkampfzeiten 117 kg.

## Bestleistungen
- Diskuswurf: 68,58 m, 24. Juni 1994, Budapest